# Tejas (provincia de México)
Tejas fue una provincia de México entre 1821 y 1824. México ganó su independencia de España en 1821. Inicialmente, Tejas operaba de manera muy similar a la Tejas de la Nueva España. Aunque, en la Constitución de 1824, se creó una estructura federal con Tejas unido a la provincia de Coahuila para formar el estado de Coahuila y Tejas.
Texas estaba muy poco poblada por hombres, con cerca de 3500 colonos en 1821, en su mayoría congregados en San Antonio y La Bahía, a pesar de los esfuerzos realizados por las autoridades para aumentar la población de colonos a lo largo de la frontera. La población de colonos era superada en número por las tribus indígenas. Para aumentar el número de colonos, México promulgó la Ley General de Colonización en 1824, la cual permitió a todos los jefes de familia, sin importar la raza, la religión o la condición de inmigrante, venir a México. La primera donación empresarial se había hecho bajo control español a Stephen F. Austin, cuyos colonos, conocidos como el Viejo Trescientos, se establecieron a lo largo del Río Brazos en 1822. La concesión fue ratificada más tarde por el gobierno mexicano. Otros veintitrés  empresarios trajeron colonos al estado, la mayoría de los Estados Unidos de América, mientras que otros vinieron de México y Europa.
Después, por las preocupaciones sobre las actitudes de los ciudadanos de Estados Unidos en Tejas, la Ley del 6 de abril de 1830 prohibió la migración de ciudadanos de Estados Unidos hacia Tejas. Varios de los nuevos presidios se establecieron en la región para supervisar las prácticas de inmigración y aduana. Enojados, los colonos llevaron a cabo una convención en 1832 para exigir que se permita a los ciudadanos estadounidenses emigrar. Una convención del año siguiente propuso que Tejas se convirtiera en un estado separado de México. Aunque México implementó varias medidas para apaciguar a los colonos, las medidas que Antonio López Santa Anna para transformar a México de federalista a un estado centralista, motivó a los colonos de Tejas a una revuelta.
El primer incidente violento ocurrió el 26 de junio de 1832, en la batalla de Velasco, donde los colonos anglosajones se enfrentaron al ejército mexicano comandado por Domingo Ugartechea. El 2 de marzo de 1836, los tejanos declararon su independencia de México. La Revolución de Tejas terminó el 21 de abril de 1836, cuando Santa Anna fue hecho prisionero después de la batalla de San Jacinto y fue obligado a firmar el Tratado de Velasco. A pesar de que Texas se rigió a sí misma como la República de Texas, México se negó a reconocer su independencia.

## Independencia mexicana
En 1821, México obtuvo su independencia de España después de la guerra de Independencia. Su territorio incluía gran parte de la antigua Nueva España, incluyendo Tejas. Los rebeldes victoriosos emitieron una constitución provisional, el Plan de Iguala. Este plan reafirmó muchos de los ideales de la Constitución española de 1812 y concedida los mismos derechos de ciudadanía a todas las razas.
Inicialmente, hubo desacuerdo sobre si México debería ser una república federal constitucional o una monarquía. El primer monarca, Agustín I, abdicó en 1823. El mes siguiente los ciudadanos de San Antonio de Bexar establecieron un comité de gobierno de la provincia de Tejas que consistía de siete representantes de San Antonio, una de La Bahía, y uno de Nacogdoches. En julio, un nuevo gobierno nacional provisional nombró a Luciano García como el jefe político de Tejas. El 27 de noviembre de 1823, el pueblo de México eligió a sus representantes en el Congreso y se dispuso a crear una nueva constitución. Tejas estuvo representada por Erasmo Seguin. La nueva Constitución Mexicana fue adopdada el 4 de octubre de 1824, haciendo al país una república federal con 19 estados y 4 territorios. La constitución fue creada a partir de la Constitución de los Estados Unidos de América, pero la mexicana hizo del catolicismo la religión única y oficial del país.
Como se encontraba escasamente habitada, Tejas se combinó con Coahuila para crear el estado de Coahuila y Tejas. Texas había pedido originalmente convertirse en un territorio, su reclamación fue denegada y se le dio la condición de Estado, después de darse cuenta de que los estados controlan sus propias tierras, mientras que como territorio terrestre sería controlada por el gobierno nacional, Seguin optó por no solicitar el estatuto territorial. El congreso permitió a Texas la opción de formar su propio estado siempre y cuando "se sintiera capaz de hacerlo". El nuevo estado, el más pobre de la Federación Mexicana, cubría los límites de la Tejas Española pero no incluía el área alrededor de El Paso, el cual pertenecía al estado de Chihuahua y el área de Laredo, Texas, la cual formó parte de Tamaulipas. La capital de Texas fue movida de San Antonio a Monclova y luego a Saltillo. Junto con los estados de Tamaulipas y Nuevo León, Coahuila y Tejas estaban bajo una organización militar unificada. Con la formación del nuevo gobierno, el gobierno de la Texas provincial tuvo que disolverse. Muchos tejanos estuvieron reacios a rendirse.
La Constitución de 1824 desmanteló el sistema de las misiones, requiriendo que aquellas misiones con más de diez años de edad fueran convertidas en parroquias, mientras que las nuevas misiones tendrían hasta 1842 para secularizarse. La mayoría de las misiones se habían secularizado antes de la década de 1820 y solamente las Misiones Refugio, Espíritu Santo y Rosario no fueron secularizadas. Antes de 1830, estas misiones se habían convertido en parroquias y la mayoría de los nativos de la misión se trasladaron a otros asentamientos en Texas. A medida que fueron secularizadas las misiones, las tierras de la misión se distribuyeron entre los nativos para que más tarde rindieran tributo por los beneficios.
El nuevo gobierno de México estaba en quiebra y tenía poco dinero para dedicarlo a los militares. Los colonos estaban facultados para crear sus propias milicias para así ayudar a controlar las tribus nativas norteamericanas hostiles. Texas enfrentó ataques tanto de las tribus apaches y Comanches, los pobladores de la región contaban poco apoyo militar. Con la esperanza de que la afluencia de colonos podía controlar los ataques de los indios, el gobierno liberalizó sus políticas de inmigración de la región por primera vez, y se permitió a los colonos de los Estados Unidos en las colonias.

## Inmigración

La República Centralista con los movimientos separatistas generados al disolverse la Primera República Federal
Territorio autoproclamado independiente
Territorio reclamado por la República de Texas
Territorio reclamado por la República del Río Grande
Sublevaciones

A finales del siglo XVIII, España había dejado de asignar nuevas parcelas de tierra en San Antonio y La Bahía, por lo que fue difícil para algunas familias adaptar su crecimiento. Los derechos de ocupación fueron concedidos a personas en la parte noreste de Texas, pero los nuevos residentes no tenían la propiedad oficial de la tierra en la que vivían. Justo antes de que México lograra su independencia, España invirtió sus políticas y aprobó una ley de colonización. Aunque la ley no indicó un requisito religioso para los colonos en Texas, se entendió que la religión de España era únicamente el catolicismo, de acuerdo a la Constitución de 1812. En particular, el artículo 28 de esta constitución prohíbe la importación de esclavos en territorios españoles, y si entraban a la zona, serían liberados. México aprobó una ley similar en 1824. La Ley General de Colonización que permitió a todos los jefes de familia que son ciudadanos o inmigrantes de México ser elegibles para reclamar la tierra. La ley no distinguía entre razas o estatus social y las personas que se les habían concedido derechos de ocupación serían capaces de reclamar las patentes de la tierra para las viviendas. A diferencia de las leyes anteriores, la ley mexicana exige a los inmigrantes practicar el Catolicismo y aprender a hablar español. Se suponía que los colonos debían tener un oficio o profesión útil y se esperaba que todas las personas que deseaban vivir en Texas le informaran a la autoridad mexicana más cercana para obtener permiso y así establecerse. Las reglas fueron ampliamente ignoradas y muchas familias se convirtieron en ocupantes ilegales.
Tan pronto como se aprobó la ley nacional de la colonización, la aprobación de los contratos de establecimiento en Texas fueron responsabilidad del gobierno del estado Saltillo. Pronto fueron sitiados por los especuladores extranjeros que deseaban traer colonos en el estado. Coahuila y Tejas implementó la ley federal en 1825. Para este tiempo, cerca de 3500 personas vivían en Texas, la mayoría congregados en San Antonio y La Bahía. Bajo la nueva ley, las personas que no poseían ya una propiedad en Texas podrían reclamar una legua cuadrada (4438 acres) de tierras para riego, con una legua adicional disponible para todos los que poseían ganado. A los soldados se les dio primero la tierra, seguidos por los ciudadanos y los inmigrantes. Empresarios y personas con familias numerosas eran exentos del límite. A los que habían poseído la tierra bajo control español se les permitió conservar su propiedad, solo si no habían luchado en el lado de los españoles durante la Guerra de Independencia de México. Los inmigrantes estaban sujetos a las mismas políticas que los ciudadanos mexicanos y los nativos americanos que emigraron a Tejas después de la independencia mexicana y no eran autóctonos de la zona serían tratados como inmigrantes.
Aproximadamente 3420 solicitudes de adquisición de tierras fueron enviadas por inmigrantes y ciudadanos naturalizados, muchos de ellos angloamericanos. El primer grupo de colonos, conocido como el Viejo Trescientos, llegó en 1822 para resolver una adquisición empresarial que se había dado a Stephen F. Austin por los españoles. El grupo se estableció a lo largo del Río Brazos, que van desde cerca de la actual Houston a Dallas. Poco tiempo después de su llegada, se le comunicó a Austin que no habían aceptado su solicitud sobre las tierras otorgadas por los españoles. Él fue forzado a viajar a la ciudad de México, a 1,931 km de distancia, para obtener el permiso de su colonia. Durante su estancia en el capitolio, Austin impresionó a varias personas del gobierno al ofrecerse a dibujar un mapa de Texas y remover los sedimentos que obstruian la navegación del Río Colorado, así mismo prometió realizar una campaña de pacificación con los indios. El 18 de febrero de 1823, diez meses después de que Austin llegara a la Ciudad de México, Agustín I aprobó el contrato de colonización. Un mes más tarde, Agustín abdicó como emperador y el congreso republicano recién creado anuló todos los actos de su gobierno, incluyendo el contrato de colonización de Austin. Muchos de los nuevos amigos de Austin en México elogiaron a su integridad antes del congreso y su contrato fue re-aprobado a mediados de abril. A su regreso a Texas en julio de 1823, estableció San Felipe de Austin como la nueva sede para su colonia.

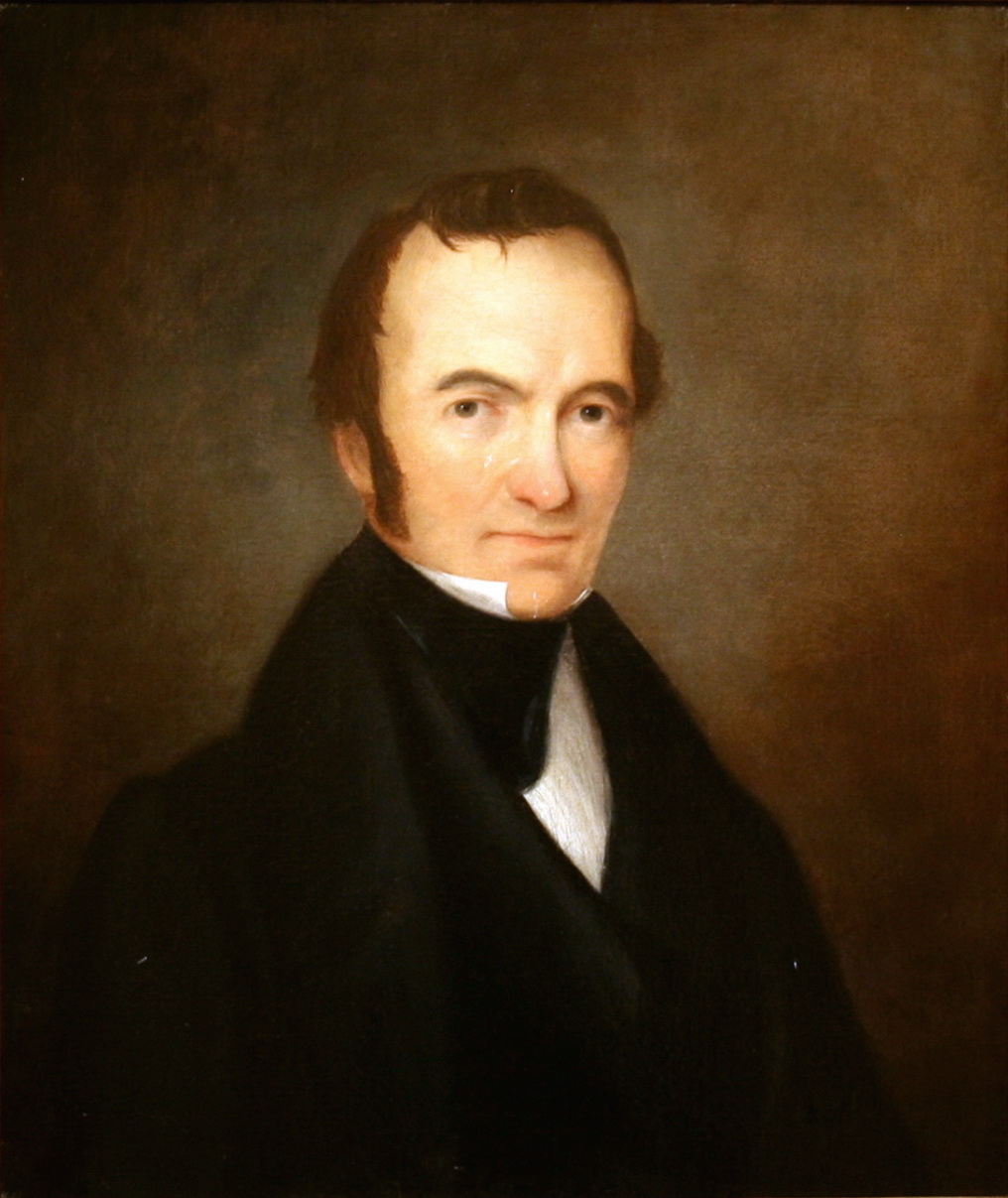
Stephen F. Austin fue el primer empresario en establecer una colonia en la Tejas Mexicana.

No había escasez de personas dispuestas a venir a Texas. Los Estados Unidos todavía estaban luchando con las secuelas del Pánico de 1819 y el aumento de precios de la tierra dentro de los Estados Unidos lo que hizo que la política de la tierra mexicana pareciera muy generosa. En 1827 Austin recibió una segunda concesión que le permitió asentar 100 familias a lo largo del antiguo camino del San Antonio de Nacogdoches, cerca de lo que hoy es Bastrop. El lugar fue elegido por los tejanos, ya que esperaban que los colonos en esa zona pudieran contribuir a la defensa contra las incursiones de los Comanches. Más tarde se le concedió a Austin asentar a 800 familias en Texas. Veintitrés otros empresarios también trajeron inmigrantes. De todos ellos solo, Martín De León estableció a ciudadanos de México; los demás provenían principalmente de Estados Unidos. Muchos de los Angloamericanos poseían esclavos. Se esperaba que todos los colonos fueran naturalizados mexicanos, y también se supone que debían seguir la religión del estado. En la colonia de Austin, el padre local formalmente convirtió a los nuevos pero después se les dejaba seguir la religión como ellos quisieran.
Fue otorgado el título de Lugarteniente de la Milicia a Austin y se le dio total autoridad judicial sobre el territorio, excluyendo la sentencia del crimen capital. Para mantener el orden dentro de su colonia, emitió el primer código de derecho angloamericano en Tejas. Las instrucciones y reglamentos para los Alcaldes se emitieron el 22 de enero de 1824. Se compone de un código penal con los códigos de procedimiento penal y civil. Las instrucciones autorizaron la creación de oficinas de sheriff y establecieron un sistema judicial rudimentario. Se basaba en conceptos de derecho común para definir el comportamiento criminal y castigos establecidos para los vicios que Austin consideraba perjudiciales, así como apostar, maldecir o embriagarse en público.
Bajo los términos de los contratos de colonización, los empresarios eran los responsables de proporcionar la seguridad dentro de sus tierras. En 1823 Austin creó una compañía de hombres que patrullaban la colonia, proteger a los colonos de los ataques de los nativos y para solucionar problemas internos. La empresa inicial, conocida como guardabosques, estuvo compuesta por 10 voluntarios que sirvieron de 3-6 meses y se pagaron con tierras. Los hombres no estaban uniformados y no estaban sujetos a la ley o reglamento militar. Ellos fueron los precursores de los Rangers de Texas. Después de que los Karankawa atacaran en diversas ocasiones a los establecidos, Austin organizó una milicia para contraatacar; ellos casi aniquilaron a la tribu.
Los Comanches amenazaron a diversas colonias. Green Dewitt comenzó su colonia al oeste de Austin en diciembre de 1825. En julio de 1826 el cuartel general de Gonzáles fue reducido a cenizas por un ataque Comanche. Todos menos uno de colonos escapó a San Felipe. Volvieron a reconstruir su colonia al año siguiente. Para una mayor protección, el jefe político de la región otorgó a la comunidad un pequeño cañón.
Los especuladores de tierras invadieron a Texas. las leyes de colonización limitaban a los anglos a una sola legua de tierra pero los mexicanos eran en muchos casos elegibles para un máximo de 11 leguas. Especuladores anglosajones a menudo convencieron a un mexicano para reclamar sus 11 leguas y luego vender el terreno para el especulador a través de un poder notarial.

## Crecimiento de la tensión
En 1825, las autoridades mexicanas comenzaron a preocuparse por las acciones del empresario Haden Edwards en Nacogdoches. Edwards había amenazado con confiscar la tierra de cualquier mexicano que ya viviera en la zona a menos que los mexicanos pudieran presentar por escrito la propiedad ya que él había planeado esa tierra para traer colonos. Las autoridades mexicanas rápidamente le informaron que él no tenía la autoridad de confiscar las tierras y que debía cumplir con las demandas de los colonos anteriores. Después de varios enfrentamientos, el 16 de diciembre de 1826, Edwards, sus hermanos y 30 colonos emitieron una declaración de independencia y se llamaban a sí mismos la República de Fredonia. Otros Empresarios se desvincularon de Edwards y Austin envió a 250 milicianos de Nacogdoches para ayudar a las fuerzas mexicanas sofocar la revuelta. Edwards finalmente se vio obligado a abandonar el territorio mexicano.
Después de los informes sobre otras cuestiones raciales, el gobierno mexicano pidió al general Manuel Mier y Terán para investigar el resultado de la ley 1825 de colonización en Texas. En 1829, Mier y Terán emitió su informe, concluyó que la mayoría de los angloamericanos se negaron a naturalizarse y trataron de aislarse de los mexicanos. También señaló que las reformas de esclavos expedidas por el estado estaban siendo ignoradas.
Aunque muchos mexicanos querían abolir la esclavitud, pero miedos por crisis económicas por la liberación de los esclavos se creó una política de emancipación. En 1823, México prohibió la venta o compra de esclavos y se requirió que los hijos de los esclavos se liberaran cuando cumplieran 14 años. Cualquier esclavo que fuera introducido a México ya sea vendido o intercambiado sería liberado. Para 1825, aunque un censo en la colonia de Austin mostró 1,347 Anglo-Americanos y 443 personas con ascendencia africana, incluía un pequeño grupo de Africanos americanos libres. Dos años después la legislatura de Coahuila y Texas se prohibió la introducción de esclavos adicionales y garantizó la libertad a los niños que nacieran. Las nuevas leyes también establecían que cualquier esclavo introducido en Texas tenía que ser liberado en menos de 6 meses.
En 1829, la esclavitud estaba prohibida oficialmente. Austin temía que el decreto causara descontento generalizado y trató de suprimir la publicación de la misma. Los rumores de la nueva ley se extendieron rápidamente por toda la zona y los colonos parecían al borde de la revuelta. El gobernador de Coahuila y Tejas, José María Viesca, escribió al presidente para explicar la importancia de la esclavitud a la economía de Texas, y la importancia de la economía de Texas para el desarrollo del estado. Texas fue excluido temporalmente de la regla. El 6 de abril de 1830, el presidente mexicano Anastasio Bustamante ordenó a Texas cumplir con la proclamación de la emancipación o se enfrentan a una intervención militar. Para burlar la ley, muchos colonos angloamericanos convirtieron a sus esclavos en sirvientes contratados de por vida. Otros simplemente llamaron a sus esclavos sirvientes sin cambiar legalmente su estado. Los dueños de esclavos que deseaban entrar en México debían obligar a sus esclavos a firmar contratos que afirman que los esclavos debían dinero y trabajarían para pagar la deuda. Los bajos salarios del esclavo recibiría de hecho imposibilitaban el pago y la deuda sería heredada, a pesar de que ningún esclavo recibiría salario hasta los dieciocho años. Esta táctica fue prohibida por una ley estatal de 1832 que prohibió los contratos de los trabajadores de duración superior a diez años. Un pequeño número de esclavos fueron importados ilegalmente de las Indias Occidentales o África. El cónsul británico estima que en la década de 1830, unos 500 esclavos habían sido importados ilegalmente a Texas. Para 1836, existían cerca de 5,000 esclavos en Texas.
La exportación en las zonas esclavistas del estado superó a la de las zonas de no-esclavistas. Una encuesta de Texas, en 1834 encontró que el departamento de Bexar, que se compone sobre todo de los tejanos, no había exportado mercancías. El departamento de Brazos, incluyendo colonias de Austin y los de verde DeWitt, había exportado 600.000 pesos en bienes, incluyendo 5.000 balas de algodón. El departamento de Texas, que incluía los asentamientos del este, esperaba exportar 2.000 balas de algodón y 5.000 cabezas de ganado.

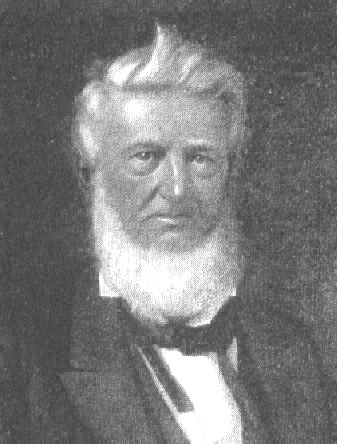
El contrato empresarial de David G. Burnet fue cancelado cuando no reunió a los colonos necesarios. Burnet después ejerció como presidente interino de la República de Texas.

Bustamante implementó otras medidas para hacer la inmigración menos deseable para los Anglo Americanos. El creó un impuesto para la propiedad de tierras, del cual habían estado exentos por 10 años. Más adelante incrementó las tarifas para entrar a México desde los Estados Unidos, causando precios muy elevados. Las leyes de 1830 también trajeron contratos de liquidación bajo las leyes federales en lugar de control del Estado. Las colonias que no tenían al menos 150 habitantes serían canceladas. Entre las colonias afectadas estuvieron la Compañía Nashville administrada por Sterling C. Robertson y la Bahía de Galveston y Texas Land Company, dirigida por David G. Burnet, Lorenzo de Zavala y José Vehlein. Por último, prohibió la inmigración adicional a Texas desde Estados Unidos, a pesar de que los anglosajones todavía serían bienvenidos en otras partes de México. La prohibición y otras medidas no detuvieron a los ciudadanos de Estados Unidos para que emigraran ilegalmente a Texas. Para 1834, se estima que más de 30.000 anglos vivían en Texas, comparado con 7,800 mexicanos.
Los anglos a menudo veían a los mexicanos como intrusos. Hubo reciprocidad de la sensación a menudo; Rafael Antonio Manchola, yerno del empresario Martín De León, sirvió como el comandante del presidio de La Bahía 1828-1830 y luego como el alcalde de Goliad. El comandante militar de Texas advirtió que:
"'No se puede tener confianza en los colonos angloamericanos porque están demostrando continuamente que absolutamente se niegan a ser subordinados, a no ser que les resulte conveniente para lo que quieren de todos modos, lo cual creo que va a ser muy perjudicial para nosotros que sean nuestros vecinos si en el debido tiempo, no cortamos las alas de su atrevimiento al emplazar un fuerte destacamento en cada nuevo asentamiento que cumpla las leyes y jurisdicción de un juez mexicano, que debe ser colocado en cada uno de ellos , ya que bajo sus propios colonos como jueces, no hacen nada más que practicar sus propias leyes que se han practicado desde que nacieron , olvidando las que han jurado obedecer, siendo éstas las leyes de nuestro Supremo Gobierno .'"

## Problemas internacionales
Muchos estadounidenses pensaban que Estados Unidos había sido engañado fuera de Texas. Los especuladores de tierras estadounidenses creían que podían hacer una gran fortuna en la región de Texas y los políticos americanos creían que Texas podría ayudar a mantener un equilibrio de poder entre los estados libres y esclavos. En 1827, el presidente estadounidense John Quincy Adams ofreció US $1 millón por Texas. El presidente de México Guadalupe Victoria se negó. Dos años más tarde, Andrew Jackson aumentó la oferta de Estados Unidos a $ 5 millones; El presidente Vicente Guerrero volvió a negarse a vender.
En julio de 1829, las autoridades mexicanas tenían otras preocupaciones, como el General Isidro Barradas que desembarcó con 2.700 tropas españolas en la costa este de México, cerca de Tampico, en un intento de recuperar el país para España. A petición del gobierno, Austin reunió una milicia local para ayudar a defender Texas, en caso de que la invasión llegara a las regiones del norte del país. El gobernador de Yucatán, Antonio López de Santa Anna llevó una fuerza de tropas mexicanas para detener la invasión. Barradas vio como sus tropas sufrieron a causa de enfermedades tropicales, y Santa Anna fue recibido como un héroe. Durante la invasión, el Congreso Mexicano había otorgado poderes de guerra al presidente Guerrero, haciéndolo esencialmente un dictador. Esto alarmó a los colonos anglosajones en Texas, que estaban acostumbrados a una separación de poderes.

## Precursores de la Revuelta

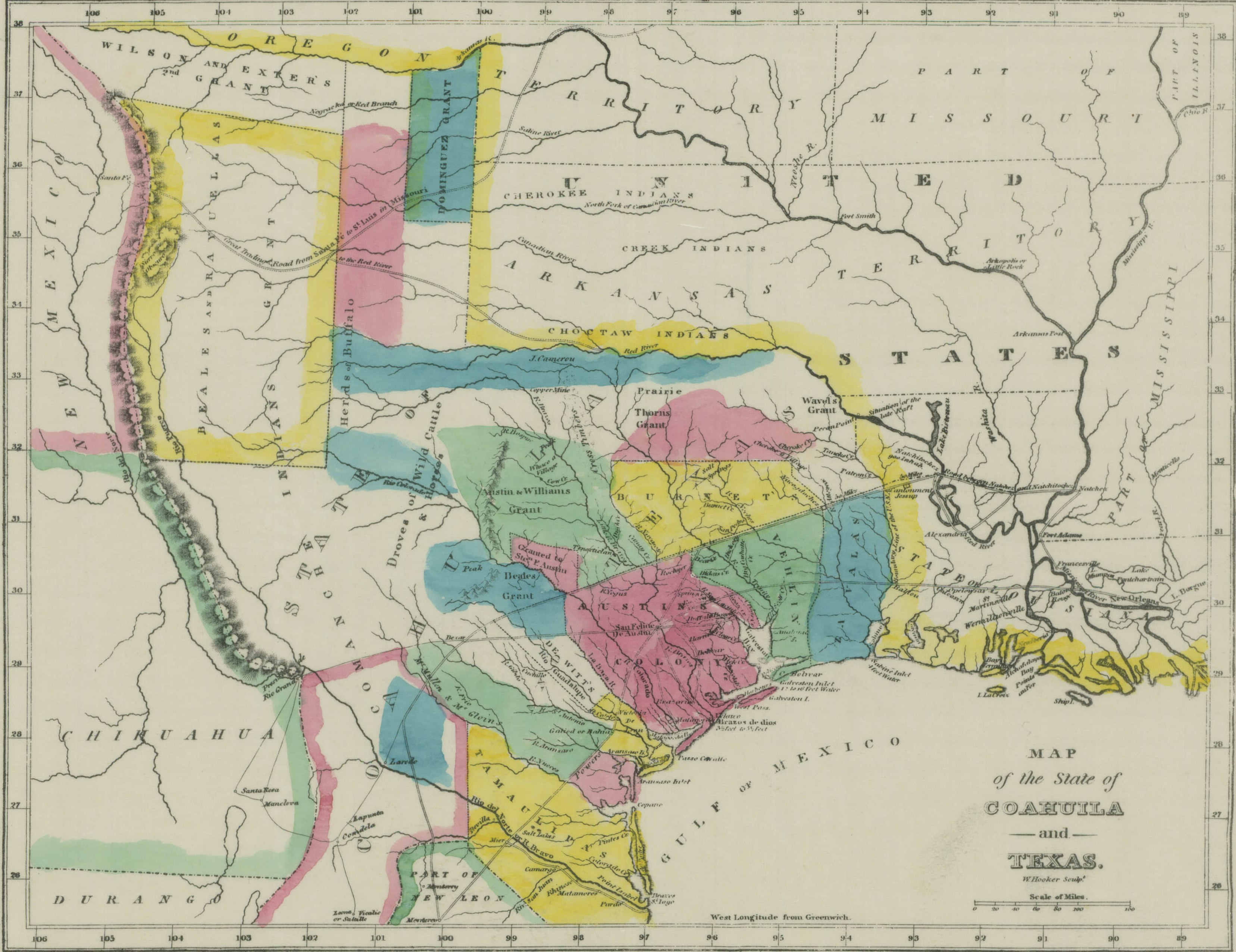
El estado de Coahuila y Texas en 1833, mostrando la mayor parte de la concesión de las tierras.

El informe de Mier y Terán de 1828 había recomendado nuevas guarniciones en Texas, que podría supervisar a los colonos anglo y animar a los mexicanos a asentarse en la zona. Las nuevas guarniciones debían ser atendidos por convictos. La primera se estableció a lo largo de la Bahía de Galveston en 1831 en el sitio de la actual Anáhuac. Se convirtió en el primer puerto en Texas para recoger costumbres. Un segundo puerto personalizado, Velasco, se estableció en la desembocadura del Río Brazos, mientras que una tercera guarnición estableció la fortaleza Terán en el Río Neches junto a Nacogdoches para combatir el contrabando y la inmigración ilegal.
Mier y Terán más tarde ordenó a la guarnición de Bexar abandonar el fuerte y crear un nuevo presidio. Fort Tenoxtitlán se estableció en 1830 en la orilla oeste del Río Brazos, a 161 kilómetros sobre San Felipe. Poco después de la fortaleza fue completada, 50 inmigrantes de Tennessee llegaron a la zona bajo empresario Sterling C. Robertson. Los colonos habían llegado ilegalmente, ya que el contrato de Robertson había sido invalidado por las leyes de 1830 firmadas por Guerrero. El comandante de la guarnición decidió no expulsarlos, en lugar, los mandó a México para recibir asesoramiento. Tres meses más tarde recibió instrucciones para expulsar a los colonos inmediatamente. Él eligió no hacerlo, lo que permitió a la colonia del Robertson salvarse. El Fuerte cerró en 1832. Después de no haber recibido ningún suministro se les dio la orden a todos los soldados de regresar a San Antonio.
Anáhuac se colocó bajo el control del Coronel Juan Davis Bradburn. El hizo cumplir las leyes con rigor en 1830, lo que enfureció a muchos colonos. Se le prohibió al comisionado estatal otorgar títulos de propiedad a los ocupantes ilegales e insistió en hacer cumplir la ley de liberar y que ningún esclavo podía poner pie en territorio mexicano. En 1832, los hombres locales organizaron a la milicia con el pretexto de protegerse de los indios de la zona aunque los indios eran pacíficos. La ley mexicana prohibía a los residentes crear milicias así que Bradburn arrestó a Patrick C. Jack. Los ciudadanos estaban muy enojados. En Brazoria, los residentes realizaron una reunión en la ciudad para decidir qué hacer. William H. Wharton se quejó de que había poco apoyo dentro de la colonia de Austin para oponerse a Bradburn con la fuerza militar; él y otros defensores de los conflictos armados sintieron que la oposición de otros colonos era tan profunda como la de los soldados mexicanos en la zona. Bradburn finalmente aceptó liberar a Jack y las tensiones se calmaron por un corto tiempo.
En mayo de 1832, Bradburn recibió una carta, aparentemente de un amigo, advirtiendo que 100 hombres armados estaban colocados a 64,37376 km de distancia, la intención de recuperar a los esclavos fugitivos en poder de Bradburn. Cuando Bradburn se dio cuenta de que la carta era un engaño, detuvo a Travis para ser interrogado. Tenía la intención de enviar Travis a Matamoros para un juicio militar por cargos de intento de insurrección, con el objetivo de ser la separación de México. La condena por este cargo podría dar lugar a la ejecución de Travis. Los colonos estaban indignados de que la detención no requería una orden, una declaración de cargos, ni juicio por jurado. La mayoría no estaban familiarizados con la ley mexicana y asumió que la Declaración de Derechos de Estados Unidos todavía se aplica a ellos.
Los colonos atacaron la guarnición de Anáhuac para liberar a Travis en un evento que se conocía como los disturbios del Anáhuac.
Los colonos se habían reunido en Brazoria para el transporte de varios cañones y ayudar al grupo en Anáhuac. El Coronel Domingo de Ugartechea, el cual dirigió la guarnición de Velasco en la desembocadura del Río Brazos, se negó a permitir que el barco que llevaba el cañón pasara. El 26 de junio, los colonos iniciaron la Batalla de Velasco; Ugartechea se rindió al día siguiente.
Días después, el Coronel José de las Piedras arribó desde Nacogdoches para asistir a Bradburn. El removió a Bradburn de su cargo y los establecidos desaparecieron.

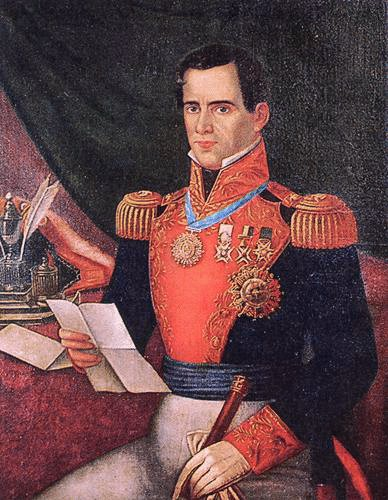
Antonio López de Santa Anna

En 1832, Antonio López de Santa Anna dirigió una insurrección contra el presidente mexicano Bustamante. Aunque la mayor parte del Ejército Mexicano apoyó la administración de Bustamante, llevó a una pequeña guerra civil. Muchos de los colonos se pusieron del lado de Santa Anna, seguido del General José Antonio Mexía, quien dirigió soldados en Texas contra Bustamante. Mexia retiró al comandante en Matamoros de su cargo. En octubre, 55 delegados de las comunidades de Texas asistieron a la Convención de 1832 en San Felipe. Los delegados redactaron tres peticiones al Congreso de México. Ellos deseaban la anulación del artículo 11 de la ley de colonización de 1830, que prohibió asentamiento extranjero, así como la reforma de las costumbres, el reconocimiento de los ocupantes como los inmigrantes válidos y un estado separado para Tejas.
El 19 de diciembre de 1832, la Protesta de Bexar fue emitida para el Congreso de México. Legalmente proclamaba las quejas que la población de Texas había sufrido bajo el gobierno de México el estilo centralista. Se abordaron aspectos como la protección contra los ataques de los indios y que los pobres paguen por la milicia, la representación local y legislativa insuficiente, que prohíbe la inmigración de los Estados Unidos, la falta de escuelas y la financiación de la educación y varias violaciones del estilo republicano a la Constitución de 1824.
Santa Anna fue elegido el presidente de México el 19 de enero de 1833. Una segunda convención resultante se celebró ese año en abril. Esta, a la cual asistieron los recién llegados como Sam Houston, nombró una comisión para redactar una constitución para un nuevo estado de Texas y los delegados seleccionados para representar a Texas antes que el gobierno federal. Austin fue elegido para entregar la constitución propuesta para el gobierno de Santa Anna en la Ciudad de México. Aunque Austin señaló que Texas se había dado permiso para formar un estado separado y ahora había crecido a 46.500 habitantes, el jefe político de Bexar advirtió al gobierno que los anglosajones podrían estar proponiendo la condición de Estado independiente como parte de un plan para unirse con Estados Unidos. Austin fue arrestado el 21 de noviembre de 1833.
El gobierno mexicano intentó atender las preocupaciones de los texanos. El artículo 11 fue repelido el 21 de noviembre de 1833, permitiendo a los americanos establecerse de nuevo. Cinco meses después, Coahuila y Tejas separó a Texas en tres departamentos, San Antonio-Bexar, Brazos, y Nacogdoches, con los jefes políticos de cada departamento y una mayor representación en la legislatura estatal. Además, se introdujo un juicio por jurado y se autorizó el inglés como segundo idioma. Un Anglo Americano, Jefferson Chambers, fue nombrado juez de circuito Superior de Texas en 1835 y se prorrogó el plazo para la liquidación de los contratos que no habían cumplido con sus condiciones para el número de colonos. Seis comunidades de Texas fueron elevadas a municipalidades.

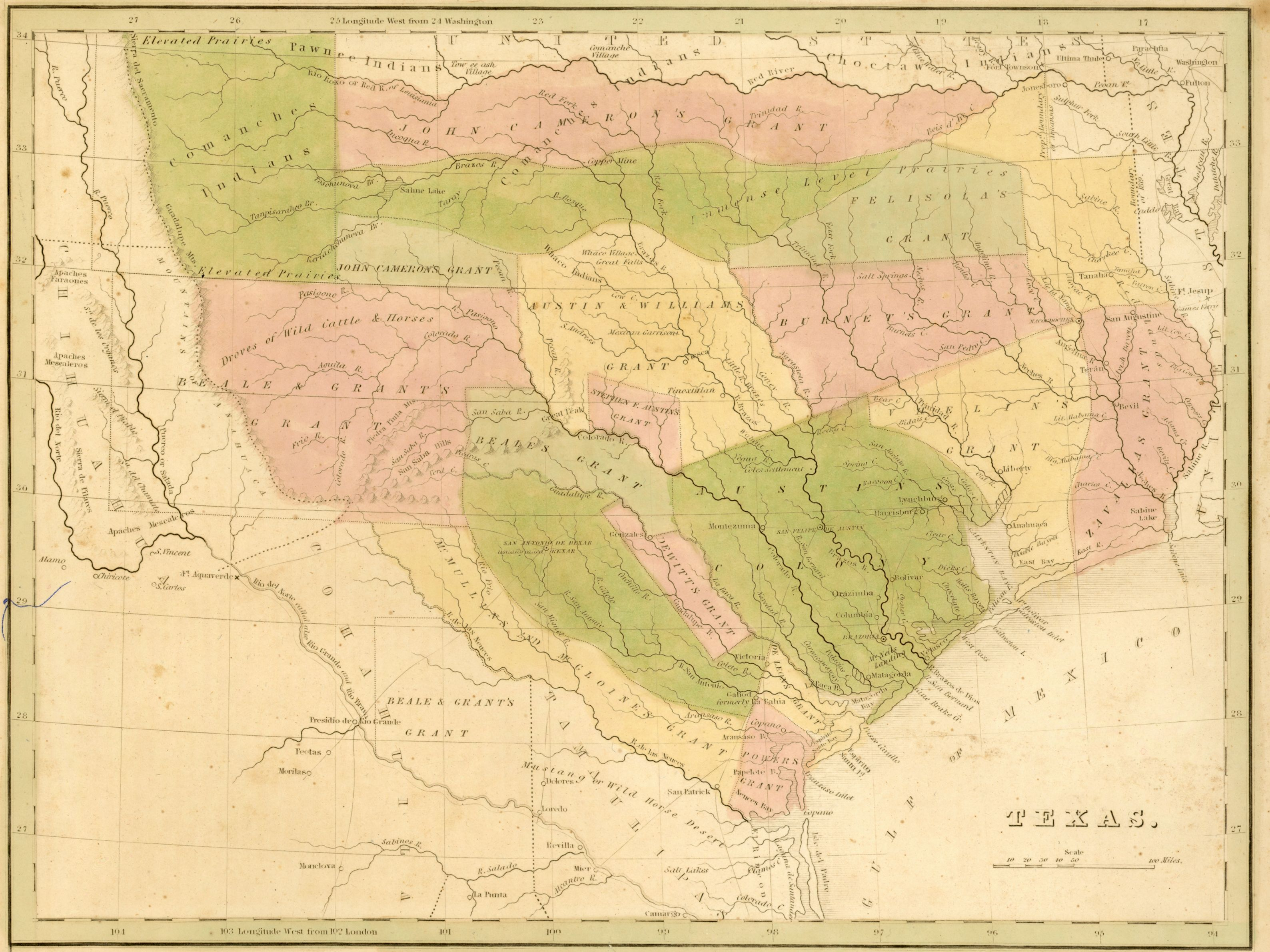
Texas, Thomas Gamaliel Bradford, 1835

En marzo de 1833, la capital del estado fue trasladado desde Saltillo a Monclova. Al año siguiente, centralistas comenzaron a insistir a Santa Anna para que anulara el sistema federal e introdujera el centralismo. Algunos legisladores creían que el centralismo sería la única manera de retener Tejas, como periódicos en los Estados Unidos continuaron haciendo declaraciones acerca de la próxima anexión de Texas. Cuando el Congreso Nacional intentó centralizar la nación, se produjo una guerra civil. A medida que comenzaron los enfrentamientos, Monclova declaró que se habían realizado ilegalmente la capital del estado y seleccionado su propio gobernador. Los Tejanos en Saltillo recomendaron el establecimiento de un gobierno provisional en Bexar durante los disturbios de fortalecer la autonomía de Texas. Juan Seguin, jefe político de Bexar, pidió una reunión de la ciudad para crear un gobierno, pero se vio obligado a posponerlo cuando las tropas mexicanas avanzaron en la dirección de Texas.
Sin embargo, para el final del año Santa Anna empezó a exhibir tendencias centralistas, y en 1835 el revocó la Constitución de 1824 y comenzó a consolidar su poder. En varias partes del país los federalistas se revolotearon y en mayo de 1835 Santa Anna brutalmente aplastó a los rebeldes en Zacatecas; cerca de 2000 combatientes perdieron la vida. Los federalistas, entre ellos Agustín Viesca, el gobernador de Coahuila y Texas, tenían miedo de que Santa Anna marchara contra Coahuila después de someter a los rebeldes en Zacatecas, por lo que se disolvió la legislatura estatal el 21 de mayo de 1835, y autorizó al gobernador para establecer una oficina en una parte diferente del estado. Viezca fue detenido mientras viajaba a San Antonio. Con el pretexto de estar enojado por el encarcelamiento de Viezca la gente de Anáhuac organizaron una resistencia bajo Travis. En realidad, estaban enojados de que el período de gracia de dos años en los aranceles había terminado y la aduana Anáhuac había vuelto a abrir. Cuando Viezca escapó y llegó a Texas, nadie lo reconoció como gobernador.
Mientras las protestas se extendían a través de Texas, los funcionarios mexicanos acusaban a los colonos de los Estados Unidos por el descontento. Como señaló el historiador Alwyn Barr, muchos de los nuevos colonos habían "vivido enteramente dentro de la creciente colonias angloamericanas y habían hecho algunos ajustes a las tradiciones españolas de México.

## Revolución de Texas

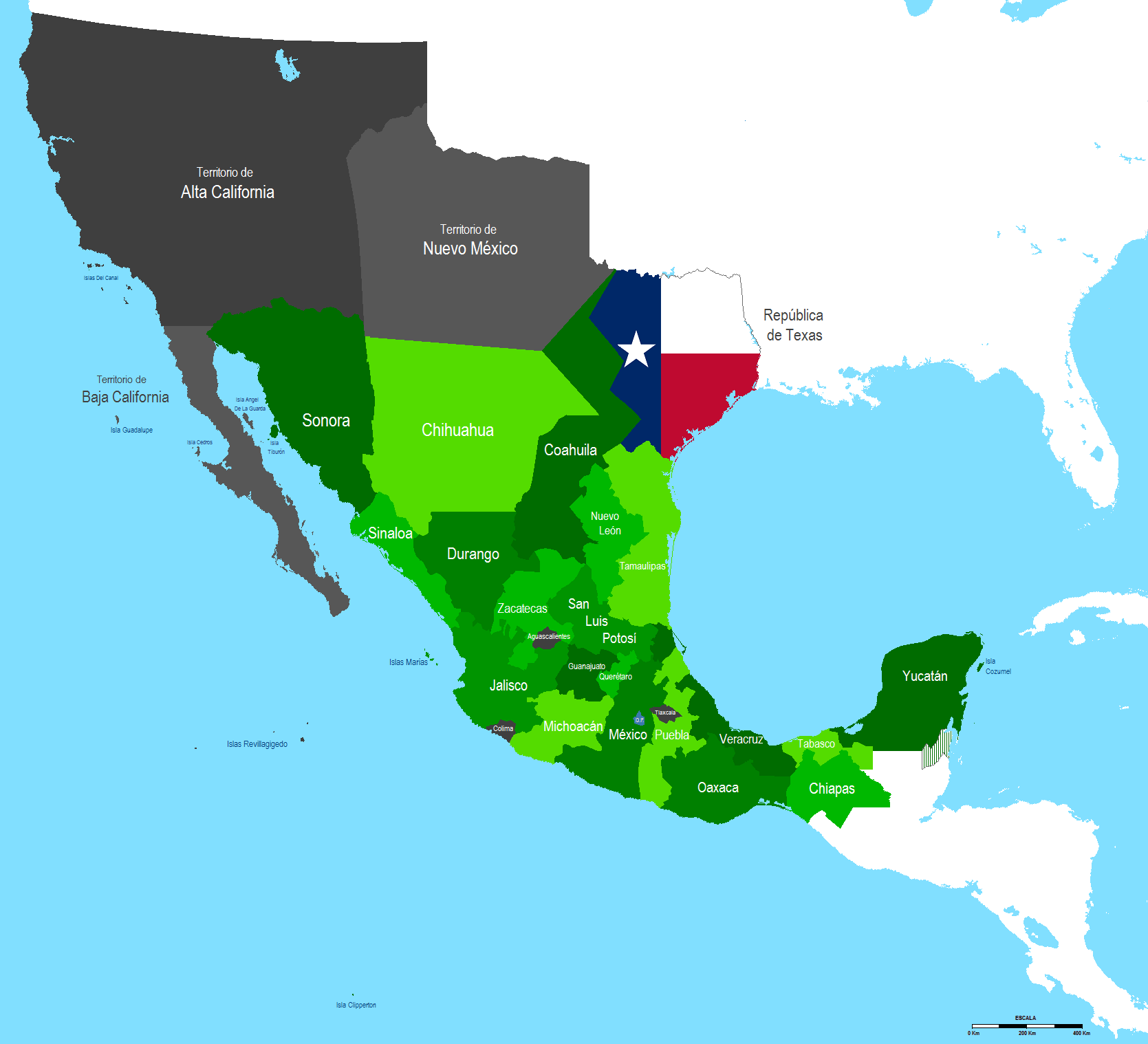
Mapa de México en 1836.

En un esfuerzo por asegurar su libertad, en enero de 1835 Austin había publicado al público sobre los asuntos de Texas. En este documento se explica que Texas quería ser un estado independiente, no una nación independiente. Se refirió a las quejas contra el sistema de justicia de Texas y justificó las convenciones de 1832 y 1833 como "' un ejercicio del derecho de petición que pertenece a todos los pueblos libres'". Finalmente fue liberado de prisión y regresó a Texas en agosto. A su vuelta, cambió de opinión sobre el futuro de Texas y emitió un llamado a las armas, anunciando que Texas debería ser "siempre libre de cualquier control mexicano''.
Después de que el Congreso de la Unión eligió en 1833 al general Santa Anna como presidente de México y a Valentín Gómez Farías como vicepresidente, Santa Anna no asistió a su toma de poder, asumiendo el gobierno Gómez Farías. Sin embargo, el vicepresidente comenzó a implementar reformas liberales, en particular a la tenencia de la tierra que ostentaba la Iglesia Católica. Estas reformas irritaron a los conservadores, quienes querían mantener las cosas como estaban, así que instaron a Santa Anna a abandonar su semi-retiro. Santa Anna aceptó y condujo la reacción contra las reformas liberales, obligando a Gómez Farías y sus partidarios federalistas, entre ellos el general mexicano José Antonio Mexía, a huir al exilio en los Estados Unidos. Algunos se fueron a Nueva Orleans con la intención de resistir al gobierno centralista.
Aunque el gobierno de los Estados Unidos se mantuvo oficialmente neutral en la lucha entre centralistas mexicanos de Santa Anna y los federalistas mexicanos de Gómez Farías, había mucha simpatía política que favorecía la separación de Texas de México. Un número de hombres, conocidos como "filibusteros" se sintieron atraídos por las organizaciones de tipo milicia como Los Grises de New Orleans, que se preparaban para ir a luchar por la independencia de Texas. El General Mexia pronto encontró fondos en Nueva Orleans y comenzó a subir una expedición para atacar el puerto mexicano importante de Tampico. Convenció a personas influyentes en Nueva Orleans que apoderarse del puerto sería ayudar a la causa texana. Sin embargo, la "Expedición Tampico" que comenzó el 6 de noviembre de 1835, fracasó.
En 1835 Juan Seguin, Plácido Benavides, Manuel Leal y Salvador Flores, comenzaron a criar compañías de voluntarios de las áreas de San Antonio y Victoria para apoyar la causa federalista. A finales del año más de 100 tejanos se habían unido a este Ejército Federal de Tejas para defender la Constitución de 1824 contra los centralistas.
El jefe político de la región Nacogdoches ordenó a las milicias a tomar las armas contra las tropas mexicanas en julio de 1835 y pidió al resto de los ciudadanos formar un ejército de voluntarios. Los "Comités de Texas " en ciudades como Nueva Orleans y Nueva York reunieron voluntarios y comenzaron a enviar un ejército y dinero para ayudar a los colonos de Texas en su lucha. Austin ordenó a las milicias, mientras que Sam Houston fue puesto a cargo de los voluntarios. El primer incidente violento ocurrió el 2 de octubre en la Batalla de Gonzáles.
La Consulta se reunió en noviembre para discutir los motivos de la revuelta. La Consulta denunció centralismo y organizó un gobierno estatal provisional basada "'en los principios de la Constitución de 1824 '". Al mes siguiente, San Antonio se rindió a los anglosajones, dando a los rebeldes una gran cantidad de equipo militar. Algunos tejanos viajaron a los Estados Unidos en busca de ayuda. A pesar de que se les negó un préstamo, se las arreglaron para hacer publicidad en gran medida la disponibilidad de tierras en Texas, asegurando que más voluntarios vienen a luchar.

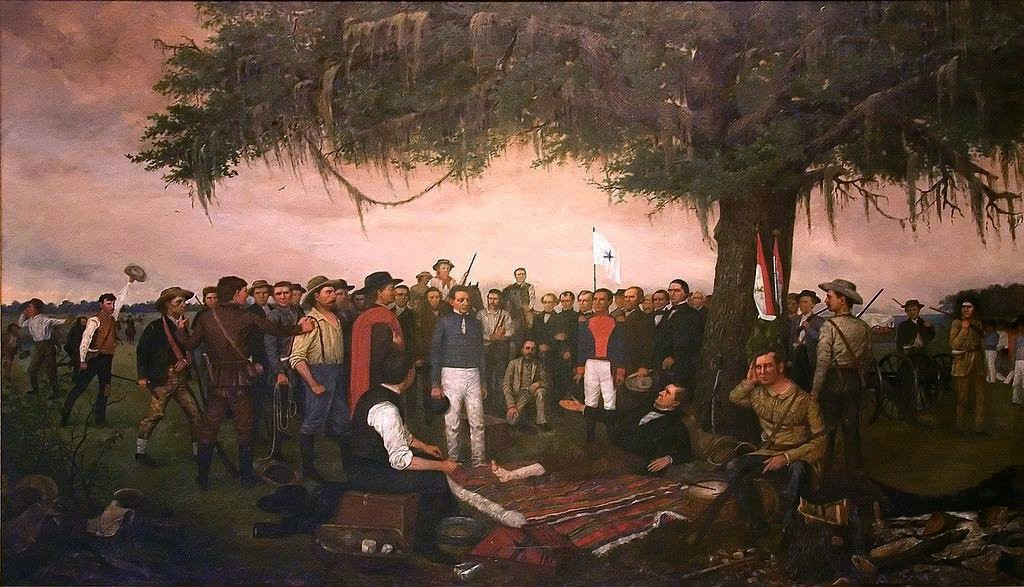
La pintura "Surrender of Santa Anna" de William Henry Huddle muestra al general mexicano Santa Anna rindiéndose ante el herido Sam Houston.

Texas declaró formalmente su independencia en Washington-on-the-Brazos, el 2 de marzo de 1836. La revuelta fue justificada como necesaria para proteger los derechos básicos y porque México había anulado el pacto federal. Los colonos sostuvieron que México les había invitado a pasar al país y que estaban decididos a '"disfrutar las instituciones republicanas a las que estaban acostumbrados en su tierra natal, en Estados Unidos de América.'" La declaración no reconocía que México había intentado incorporar algunas de sus demandas. La nueva constitución de Texas especialmente permitía la esclavitud y especificaba que ningún africano podría vivir en el territorio sin consentimiento del congreso. Muchos de los Tejanos dejaron la pelea luego de la declaración de independencia, ya que estaban decepcionados con la retórica anti-Mexicana. Solo la compañía de Seguin siguió en la Armada.
La primera campaña de la guerra terminó con la batalla de San Jacinto el 21 de abril de 1836. Santa Anna fue tomado prisionero y las tropas mexicanas fueron forzadas a regresar al sur del río Nueces, lo cual se consignó en el Tratado de Velasco. Realmente Santa Anna  no reconocía la independencia de Texas en ese tratado. Los texanos, por su parte, no respetaron el río Nueces y reclamaron las tierras hasta el río Bravo del Norte.
El Congreso mexicano no reconoció la independencia texana y el Ejército mexicano se mantuvo en pie de guerra al sur del río Bravo esperando instrucciones y refuerzos para iniciar la segunda campaña de Texas. Instrucciones y refuerzos que nunca llegaron. 
A pesar de lo anterior, durante diez años la frontera no estuvo en paz. Hubo ataques dentro y fuera de Texas, incluso en el Golfo de México. La situación de Texas se resolvería con la invasión estadounidense (1846-1848).